# Godišnjica smrti
Godišnjica smrti ili obljetnica smrti je godišnjica smrti osobe koji se na različite načine časti i obilježava u različitim vjerama i narodima. 
Vrlo rašireni običaji sjećanja na mrtve rašireni u su državama Istočne i Jugoistočne Azije, među kojima se ističu tradicije u Koreji, Kini, Vijetnamu, Filipinima i Japanu. Štovanje mrtvih rašireno je i u židovskoj tradiciji te hinduizmu.
U katoličanstvu se sjećanje na mrtve obilježava misama zadušnicama, pohod grobova za blagdane Svih Svetih i redovita molitva. Spomendani svetaca također se slave na dan njihove smrti.
Godišnjice smrti pojedinih državnika ili slavnih osoba (poput Elvis Presleya ili JFK-a) slave se na svjetskoj razini, a u nekim državama imaju i status državnog praznika.

## Vanjske poveznice
- Vijetnamska tradicija čašćenja mrtvih